# Заитов, Ахматшакир Зайнутдинович
Ахматшакир Зайнутдинович Заитов (1857 — не ранее 1931 года) — российский купец 2-й гильдии и благотворитель татарского происхождения из Елабуги.

## Биография
Заитов А. З. родился в многодетной семье потомка Загита Мухсиновича (1759—1836) Зайнутдина Заитова, который уже имел капитал и позаботился о материальной базе и образовании для своих детей. Окончил медресе. Коммерцией начал заниматься вместе с братом Шигабутдином в 1880-х годах. Торговал чаем, сахаром, бакалейными и мануфактурными товарами. Был землевладельцем (более 3 600 десятин земли) и домовладельцем. В 1903—1917 годах сдавал пятнадцать домов.
Являлся гласным Елабужского уездного земского собрания, членом податного присутствия (в разные годы), комиссии по приобретению учебных средств и содержанию медресе и мектебе, при этом он являлся одним из наиболее активных членов этой комиссии. Отказался от участия в выборах в Государственную думу.
К 1917 году братья Заитовы были уже одними из крупнейших купцов-татар в Вятской губернии. А. З. Заитов владел лавками, балаганами для временной торговли, складами и магазином колониальных товаров в Сарапуле, который приносил большую прибыль. Одна из лавок купца также давала годовой оборот в 12 000 рублей. Проживал в селе Кадрали. Он занимался оптовыми продажами леса, воска, кож. Торговал он и скотом, и хлебом, а также брал строительные и извозные подряды. Владел пароходом, при столкновении которого с другим погиб старший сын купца, Харис, получивший к тому времени приличное по меркам XIX века и купеческого сословия образование. В августе 1917 года купец совершает свою последнюю крупную операцию в «старой» России, доставив на одну из пристаней 20 ящиков чая.
После революции и начала Гражданской войны в России А. З. Заитов пытался покинуть страну. Но добраться до Турции он не смог — не получилось сесть на пароход в Крыму. Крахом обернулась и попытка достичь Китая — тиф заставил Заитова лечиться в одном из госпиталей на Дальнем Востоке, мучаясь одновременно от голода.
В годы НЭПа братья Заитовы снова занялись торговлей, но с его сворачиванием в 1929 вместе с семьями перебрались в Ташкент. Последние упоминания об Ахматшакире Заитове датируются 1931 годом.

## Семья
Имел двух жён (одновременно), в 1912 году за калым в 300 рублей взял третью — крестьянку Марьям Ахметшакировну из дер. Писей.

## Благотворительность
Заитов построил на свои деньги одноэтажную каменную мечеть и русско-татарскую школу (позже была построена и вторая, а также детский сад), издал учебник грамматики арабского языка. Купец много раз избирался попечителем русско-татарских школ и оказывал финансовую помощь двум русско-татарским училищам.